# Alexis Labhart
Alexis Labhart ( * San Petersburgo, 4 de mayo de 1916–1994) es un médico y profesor ruso-suizo.
Hijo de padres suizos, en 1918 se trasladaron a dicho país y se instalaron en Basilea, donde Alexis realizó sus estudios. Se graduó en Medicina por la Universidad de Basilea en 1944, con una tesis sobre la tuberculosis en los campos de concentración.

## Biografía
Trabajó durante un tiempo en un sanatorio en Davos y en 1947 entró como residente de Medicina Interna en el Hospital Universitario de Berna. En 1969 fue nombrado profesor de Medicina Interna de la Universidad de Zúrich.
En su libro "Clínica de las Secreciones Internas" (1.ª ed. Madrid: Morata, 1958) afirmaba que «...la única obesidad de condición endocrina en niños es la del Síndrome de Cushing, todas las demás formas de obesidad, tanto la del niño grueso con genitales al parecer pequeños, la lipodistrofia del tipo de calzones de montar, como la del Síndrome de Laurence-Moon-Biedl, no son provocadas por un exceso o un defecto de hormonas, ni por una composición hormonal falsa».
Con el transcurso del tiempo y por razones que desconocemos, el nombre de Labhart ha ido progresivamente desapareciendo al referirse al Síndrome de Prader-Labhart-Willi, a pesar de su participación en la descripción de dicho síndrome en 1956.